# Kenneth D. Bowersox
Kenneth D. Bowersox, född 14 november 1956 i Portsmouth, Virginia, är en amerikansk astronaut uttagen i astronautgrupp 12 den 5 juni 1987

## Rymdfärder
- STS-50
- STS-61
- STS-73
- STS-82
- STS-113, ISS-6, Sojuz TMA-1